# Филофей (Успенский)
Митрополит Филофей (в миру Тимофей Григорьевич Успенский; 15 [27] января 1808, Закобякино, Ярославская губерния — 29 января [10 февраля] 1882, Киев) — епископ Русской православной церкви, митрополит Киевский и Галицкий.

## Биография
Родился 15 (27) января 1808 года в семье диакона села Закобякино Даниловского уезда Ярославской губернии.
Учился в Ярославской духовной семинарии, из которой в 1828 году он поступил, для довершения своего образования, в Московскую духовную академию, где в 1832 году окончил курс первым магистром. Как лучший воспитанник, он был оставлен при академии в звании бакалавра церковной словесности и 13 ноября того же года пострижен в монашество. В 1833 году перемещён в класс богословских наук, с поручением преподавать герменевтику и библейскую историю. В том же 1833 году получил звание соборного иеромонаха и действительного члена конференции.
В 1838 году был назначен инспектором академии и в том же году переведён на ту же должность в Санкт-Петербургскую духовную академию, с обязанностью преподавать нравственное и пастырское богословие. В 1839 году возведён в сан архимандрита.
В 1842 году перемещён на должность ректора Харьковской духовной семинарии, но в том же году, по рекомендации митрополита московского Филарета, назначен ректором Вифанской духовной семинарии, а в 1847 году — Московской.
18 декабря 1849 года хиротонисан во епископа Дмитровского, викария Московской митрополии.
Освоившись в делах епархиального управления под руководством митрополита Филарета, 19 августа 1853 года Филофей был назначен на костромскую кафедру; 26 августа 1856 года, вместе с другими иерархами русской церкви, принимал участие в короновании императора Александра II и получил украшенную драгоценными камнями панагию.
В феврале 1857 года он был перемещён на тверскую кафедру и, вызванный в 1859 году в Петербург, присутствовал в Священном Синоде почти непрерывно до июня 1868 года за исключением лишь нескольких летних месяцев, когда уезжал из Петербурга для устроения дел своей епархии. На тверской кафедре Филофей 23 апреля 1861 года был пожалован саном архиепископа.
Благодаря высоким личным и архипастырским достоинствам и заслугам и особенно строго подвижнической жизни, Филофей 15 мая 1876 года, по смерти митрополита Арсения, был возведён в сан митрополита Киевского и Галицкого, с званием священноархимандрита Киево-Печерской лавры и члена Священного Синода. В этом высоком сане удостоен за ревностное служение многих Высочайших наград, из коих последнею был орден Святого Владимира 1-й степени.
Умер 74-х лет от роду 29 января (10 февраля) 1882 года, вследствие потрясения при известии о страшном событии цареубийства 1 марта 1881 года.

## Сочинения
Митрополит Филофей не был учёно-литературным деятелем, хотя бесспорно и был человеком высокого ума и широкого образования. Кроме немногих проповедей, нам известно только одно его печатное произведение, кратко, но точно и основательно изложенная магистерская диссертация, под заглавием: «О достоинстве человека, раскрытом и утвержденном христианскою религиею» (Москва, 1832). Он не любил, по глубокому смирению, высказываться печатно, а потому и не печатал своих проповедей, как и вообще не любил много говорить. Совершеннейший аскет по жизни, он отнюдь не вменял другим строгого аскетизма в непременную обязанность, считая его делом добровольного избрания и подвига. Это особенно видно было в его управлении Киево-Печерскою лаврою. Всегда сосредоточенный и замкнутый в себе, он был доступен всем, искавшим его благословения или нуждавшимся в нём почему бы то ни было, и никогда не заставлял себя ждать, когда докладывали ему о приходе того или другого из желавших видеть его посетителей; при этом никогда не видно было раздражения или гнева на лице святителя, а всегда спокойный взор и готовность служить другим. Но всего выше была в нём его святая жизнь. Везде и всегда он жил келейною, уединенною жизнью, преимущественно сосредоточенною на подвиге молитвы, внутреннего самоиспытания и духовного усовершения.